# 藤木俊光
藤木 俊光（ふじき としみつ、1966年〈昭和41年〉1月19日 - ）は、日本の経産官僚。

## 来歴
神奈川県茅ヶ崎市生まれ。神奈川県立湘南高等学校を経て、1988年（昭和63年）、東京大学法学部を卒業。同年、通商産業省に入省。入省後、富山県商工労働部長、中小企業庁事業環境部金融課長、経済産業大臣秘書官、製造産業局産業機械課長、経済産業政策局企業行動課長、同局経済産業政策課長、経済産業省大臣官房総務課長、資源エネルギー庁省エネルギー・新エネルギー部長などを歴任。
2017年（平成29年）7月5日、商務情報政策局商務・サービス審議官に就任。
2020年（令和2年）7月20日、製造産業局長に就任。
2022年（令和4年）7月1日、経済産業省大臣官房長に就任。
2024年（令和6年）7月1日、経済産業政策局長に就任。経営難に陥った企業の債務を早期に整理する法制度、企業の持続的な価値の向上を目的とする政策の立案などを指揮した。
2025年（令和7年）7月1日、経済産業事務次官に就任。